# Бресо
Бресо (итал. Bresso) је насеље у Италији у округу Милано, региону Ломбардија.
Према процени из 2011. у насељу је живело 25712 становника. Насеље се налази на надморској висини од 150 м.

## Становништво
| 1931. | 1936. | 1951. | 1961.  | 1971.  | 1981.  | 1991.  | 2001.  | 2011.  |
| ----- | ----- | ----- | ------ | ------ | ------ | ------ | ------ | ------ |
| 3.615 | 3.822 | 4.575 | 11.655 | 32.043 | 32.650 | 30.119 | 27.132 | 25.712 |